# Зинаидинское сельское поселение
Зинаи́динское се́льское поселе́ние — муниципальное образование в Ракитянском районе Белгородской области.
Административный центр — село Зинаидино.

## История
Зинаидинское сельское поселение образовано 20 декабря 2004 года в соответствии с Законом Белгородской области № 159.

## Население
| 2010 | 2011 | 2012 | 2013 | 2014 | 2015 | 2016 | 2017 | 2018 |
| ---- | ---- | ---- | ---- | ---- | ---- | ---- | ---- | ---- |
| 705  | ↗707 | ↘699 | ↗713 | ↗733 | ↘724 | ↘721 | ↘715 | ↘708 |
| 2019 | 2020 | 2021 |      |      |      |      |      |      |
| ↘706 | ↗708 | ↗721 |      |      |      |      |      |      |

## Состав сельского поселения
| № | Населённый пункт | Тип населённого пункта       | Население |
| - | ---------------- | ---------------------------- | --------- |
| 1 | Зинаидино        | село, административный центр | ↘703      |
| 2 | Красный          | хутор                        | ↘2        |
| 3 | Нива             | хутор                        | ↘0        |
| 4 | Нижнепенский     | хутор                        | →0        |